# You Are the Sunshine of My Life
You Are the Sunshine of My Life is een nummer van Stevie Wonder uit 1973. Als single werd het een nummer één-hit, en het lied was ook te vinden op Wonder's album Talking Book. Wonder heeft het lied zelf geschreven.
Het lied werd een aantal keer gecoverd, waaronder door Frank Sinatra, Petula Clark en Tom Jones.

## Hitnoteringen

### Nederlandse Top 40
| Hitnotering: 26-05-1973 t/m 16-06-1973 | Hitnotering: 26-05-1973 t/m 16-06-1973 | Hitnotering: 26-05-1973 t/m 16-06-1973 | Hitnotering: 26-05-1973 t/m 16-06-1973 | Hitnotering: 26-05-1973 t/m 16-06-1973 | Hitnotering: 26-05-1973 t/m 16-06-1973 |
| Week:                                  | 1                                      | 2                                      | 3                                      | 4                                      |                                        |
| -------------------------------------- | -------------------------------------- | -------------------------------------- | -------------------------------------- | -------------------------------------- | -------------------------------------- |
| Positie:                               | 37                                     | 32                                     | 34                                     | 40                                     | uit                                    |

### NederlandseSingle Top 100
| Hitnotering: 05-05-1973 t/m 02-06-1973 | Hitnotering: 05-05-1973 t/m 02-06-1973 | Hitnotering: 05-05-1973 t/m 02-06-1973 | Hitnotering: 05-05-1973 t/m 02-06-1973 | Hitnotering: 05-05-1973 t/m 02-06-1973 | Hitnotering: 05-05-1973 t/m 02-06-1973 | Hitnotering: 05-05-1973 t/m 02-06-1973 |
| Week:                                  | 1                                      | 2                                      | 3                                      | 4                                      | 5                                      |                                        |
| -------------------------------------- | -------------------------------------- | -------------------------------------- | -------------------------------------- | -------------------------------------- | -------------------------------------- | -------------------------------------- |
| Positie:                               | 25                                     | 23                                     | 30                                     | 27                                     | 27                                     | uit                                    |

### NPO Radio 2 Top 2000
| Nummer met noteringen in de NPO Radio 2 Top 2000 | '99 | '00 | '01  | '02  | '03  | '04  | '05  | '06  | '07  | '08  | '09 | '10  | '11  |
| ------------------------------------------------ | --- | --- | ---- | ---- | ---- | ---- | ---- | ---- | ---- | ---- | --- | ---- | ---- |
| You Are the Sunshine of My Life                  | 947 | -   | 1569 | 1510 | 1440 | 1704 | 1780 | 1631 | 1812 | 1664 | -   | 1566 | 1852 |

1. ↑  Een '-' betekent dat het nummer niet was genoteerd en een vetgedrukt getal geeft de hoogste notering aan.
2. ↑  Deze tabel is bijgewerkt tot en met de laatste editie (2024).